# Distretto di Mahoba
Mahoba è un distretto dell'India di 708 831 abitanti. Capoluogo del distretto è Mahoba.